# Rosalynn Carter
Eleanor Rosalynn Smith, coniugata Carter (Plains, 18 agosto 1927 – Plains, 19 novembre 2023), è stata una first lady statunitense, moglie di Jimmy Carter, 39º presidente degli Stati Uniti d'America.
Insieme al marito ha costituito la coppia più longeva di presidente e first lady della storia americana.

## Biografia
Era la figlia maggiore di Frances Allethea Murray (1905-1997) e Wilburn Edgar Smith (1896-1940), che oltre a lei ebbero altri tre figli: William Jerrold Smith (1929-2003), Murray Lee Smith (1932-2003) e Lillian Allethea Smith Wall (1936).
Il 7 luglio 1946 sposò Jimmy Carter, che conosceva dai tempi della scuola. Dal matrimonio sono nati quattro figli: John William (1947), James Earl III (1950), Donnel Jeffrey (1952) e Amy Lynn (1967).

## Attività istituzionale

### First lady della Georgia
A seguito dell'elezione del marito a governatore della Georgia, in veste di first lady si adoperò in favore dei disabili mentali ed emotivi: molte sue proposte furono approvate e in seguito divennero leggi dello Stato. Per cinque anni fu altresì presidente del comitato georgiano di Special Olympics.

### First lady degli Stati Uniti d'America
Con l'elezione di Jimmy Carter a presidente degli Stati Uniti d'America, Rosalynn assolse il ruolo di first lady focalizzandosi sulle tematiche a lei più care, in particolare quelle sanitarie e umanitarie. Si occupò attivamente del problema dei rifugiati in America Latina, Thailandia e Cambogia, fece parte di varie organizzazioni benefiche, viaggiò spesso nei paesi del terzo mondo per sovrintendere a progetti solidali e partecipò con assiduità alle riunioni di gabinetto. In alcuni casi sostituì il marito in contesti ufficiali, ad esempio ricevendo importanti leader mondiali e capi di Stato a Camp David.
Nel 1980 fu nuovamente accanto al marito nella campagna per la sua rielezione alla presidenza degli Stati Uniti, ma complici alcuni rovesci (su tutti la crisi degli ostaggi in Iran dell'anno precedente), Carter perse le elezioni contro Ronald Reagan. Rosalynn sostenne che sulla mancata rielezione del marito avessero influito le maggiori abilità retoriche del candidato repubblicano.

## Vita dopo la presidenza

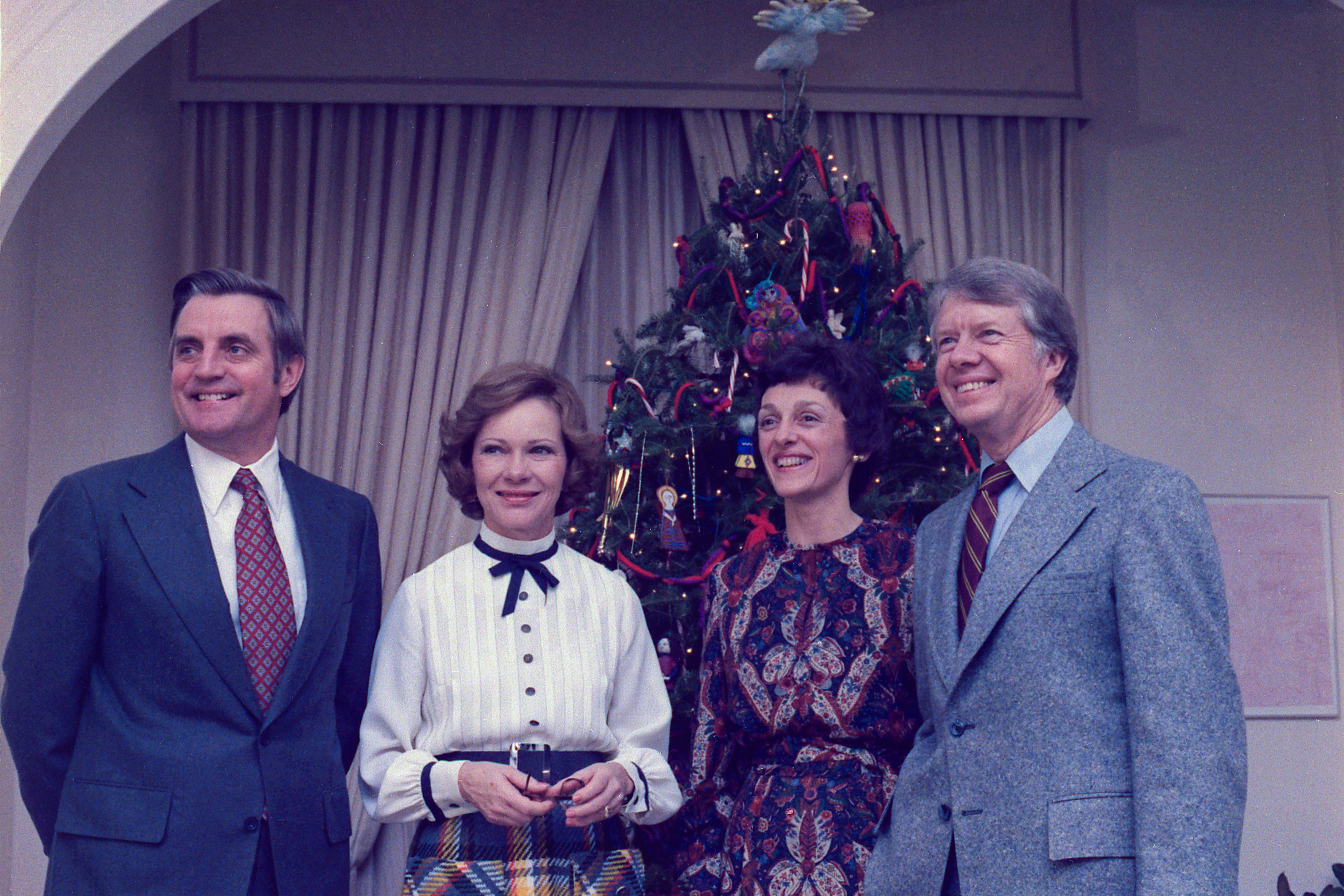
La coppia presidenziale Carter e vice-presidenziale Mondale durante il periodo natalizio del 18 dicembre 1977.

Dopo la sconfitta elettorale del 1980, dal 1981 i coniugi Carter tornarono ad abitare nella loro vecchia casa di Plains, al numero 209 di Woodland Drive. L'area in cui essa è ricompresa nel 1987 è stata sottoposta a tutela, diventando il Jimmy Carter National Historical Park.
Da allora l'attività in favore della tutela dei diritti umani si è intensificata: nel 1982 Jimmy e Rosalynn Carter hanno fondato il Carter Center, organizzazione non governativa con sede ad Atlanta che mira alla promozione a livello mondiale di valori etici e sociali quali il rispetto delle minoranze, la protezione della democrazia, la salvaguardia dei diritti delle donne, della pace e dei bambini. 
L'ex first lady, oltre a occuparsi della suddetta ONG in veste di co-presidente, ha continuato a sedere nel board di varie altre organizzazioni e a gestire importanti progetti in proprio: ha infatti fondato il Rosalynn Carter Institute (RCI), che agisce in favore delle persone disabili, con particolare riguardo agli affetti da malattie croniche gravi, sia in Georgia che nel resto degli USA, e assegna annualmente un premio (il Rosalynn Carter Caregiver Award) a un operatore sanitario georgiano che si sia particolarmente distinto sul campo.
Il suo impegno le fruttò vari premi a livello internazionale. Nel 1984 diede alle stampe la sua autobiografia, First Lady from Plains.
Nel 2001 fu eletta nella National Women's Hall of Fame degli Stati Uniti.

### Morte e sepoltura
A novembre 2023, il Carter Center rese noto che Rosalynn Carter (come già deciso anche dal marito a febbraio), a fronte del declinare della propria salute (le era infatti stata diagnostica una forma di demenza), avrebbe ricevuto solo cure palliative in regime di terapia domiciliare. Pochi giorni dopo, il 19 novembre, l’ex first lady è spirata nella casa di famiglia a Plains, all'età di 96 anni. Dopo alcuni giorni di camera ardente presso la Jimmy Carter Presidential Library di Atlanta, il 29 novembre hanno avuto luogo i funerali, presso la chiesa battista Maranatha di Plains, che i coniugi Carter abitualmente frequentavano. Al termine della cerimonia, il feretro di Rosalynn Carter ha ricevuto sepoltura nel giardino di casa, come da proprie volontà testamentarie.

## Opere
Rosalynn Carter è stata autrice di diversi libri, uno scritto con il marito e tre con Susan K. Golant:
- First Lady from Plains (autobiografia), 1984, ISBN 1-5572-8355-9
- Everything to Gain: Making the Most of the Rest of Your Life (con Jimmy Carter), 1987, ISBN 1-5572-8388-5
- Helping Yourself Help Others: A Book for Caregivers (con Susan K. Golant), 1994, ISBN 0-8129-2591-2
- Helping Someone with Mental Illness: A Compassionate Guide for Family, Friends, and Caregivers (con Susan K. Golant), 1998, ISBN 0-8129-2898-9
- Within Our Reach:  Ending the Mental Health Crisis (con Susan K. Golant e Kathryn E. Cade), 2010, ISBN 9781594868818

## Riconoscimenti
Fra i vari riconoscimenti avuti:
- Donna dell'anno dello stato della Georgia, 1996
- Premio UNICEF, 1999
- Premio per la pace statunitense (American Peace Award) con Jimmy Carter, 2009[6]

## Onorificenze

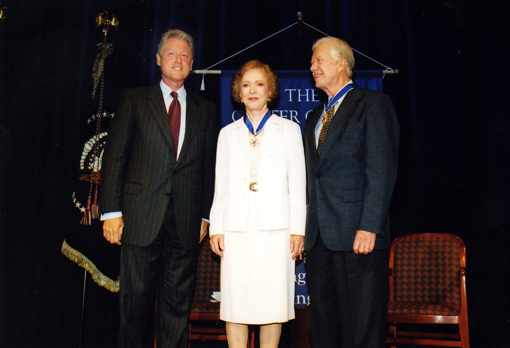
Jimmy e Rosalynn Carter ricevono la Medaglia presidenziale della Libertà dal presidente degli Stati Uniti Bill Clinton, 9 agosto 1999.